# 1958 (musikalbum)
1958 är Henrik Venants tredje musikalbum som soloartist. Det gavs ut 2005 på skivbolaget Heartwork.

## Låtlista
1. Traci
2. Så nu var det fred
3. Gräs & blod
4. Sju
5. Min egen flod
6. Res dig upp
7. Gasklar
8. Välkommen hem
9. Yod 95
10. En kamel & 100 slöjor
11. Ben
12. Hur ser dom ut?
13. Nigerblod
14. Träfrack